# André Romero
André Romero, né le 19 septembre 1950 à Grenade, est un ancien coureur cycliste professionnel français.

## Biographie
Né à Grenade en Andalousie en 1950, André Romero a pris la nationalité française en 1973, année durant laquelle il a commencé sa carrière cycliste dans l'équipe Bic. Il est resté professionnel jusqu'en 1978 au sein de l'équipe Jobo-Lejeune auprès de Roger Pingeon notamment. 

## Palmarès
- 1971
  - Tour du Pays d'Olmes :
    - Classement général
    - 2e étape (contre-la-montre)
- 1972
  - Grand Prix de Puy-l'Évêque
  - Une étape du Tour Béarn-Aragon
- 1975
  - 9e du Critérium du Dauphiné libéré
- 1976
  - 6e du Tour de Suisse

## Résultats sur les grands tours

### Tour de France
5 participations
- 1974 : 15e
- 1975 : 12e
- 1976 : 39e
- 1977 : abandon (2e étape)
- 1978 : 15e

### Tour d'Espagne
1 participation
- 1977 : 29e